# Manlio Collavini
Manlio Collavini (Rivignano, 26 febbraio 1937) è un politico e imprenditore italiano.

## Biografia
Nipote dell'imprenditore vitivinicolo Eugenio Collavini, è uno dei principali produttori di Ribolla gialla.
È stato eletto deputato per tre legislature (XII, XIII, XIV) nelle file di Forza Italia, restando a Montecitorio dal 1994 al 2006.